# Id Software
id Software LLC é uma empresa desenvolvedora de jogos de computador fundada no ano de 1991 em Mesquite, Texas, subúrbio de Dallas. A empresa foi fundada por quatro membros da empresa de informática SoftDisk: John Carmack, John Romero, Tom Hall e Adrian Carmack. Hoje a empresa é considerada a mais influente desenvolvedora de jogos de muitas outras localizadas na área de Dallas, conhecida por Dallas Gaming Mafia. Seu game mais famoso até hoje é Doom.
A palavra (em minúsculo) id se refere ao id, como o conceito psicológico. Inicialmente, ambas as letras eram maiúsculas (ID Software), e significava "In Demand". A letra "I" se tornou minúscula no lançamento da segunda série do jogo Commander Keen, logo após a letra "D" também se tornou minúscula, mudando o significado do nome da empresa. Em 21 de setembro de 2020, a ZeniMax Media à qual pertence a id Software, foi adquirida pela Microsoft no valor de US$ 7.5 bilhões.

## História
Os fundadores da id Software: John Romero, John Carmack, Adrian Carmack e Tom Hall encontravam-se nos escritórios da SoftDisk e desenvolviam vários
jogos para publicação mensal da SoftDisk. Dentre estes jogos estava incluído Dangerous Dave
e outros títulos. A Apogee Software conhecendo o  grupo e o seu excepcional talento contratou-os para desenvolverem os jogos necessários para concluir os contratos da SoftDisk. Entretanto, eles trabalharam em títulos que iriam ser desenvolvidos sobre a marca ID Software.
A campanha de vendas era feita primeiramente por uma liberação de uma cópia shareware, depois de algum tempo as pessoas tinham de se registrar para continuar jogando, só que para fazer isso tinha de se pagar uma quantia de US$ 40,00.

## Pessoas-chave

### John Carmack
O programador chefe da id Software é John Carmack, cujo nível em programação gráfica 3D é amplamente reconhecida na indústria de software. Ele é o último dos projetistas chefe originais do início da empresa.

### Tom Hall
Tom Hall saiu da id Software durante os primeiros dias do desenvolvimento de DOOM (mas ele teve participação, ele foi responsável, por exemplo, pela inclusão dos telepórticos no jogo). De qualquer modo, Hall sentiu que seu lugar não era na id Software, e disse que seu futuro era em outro lugar. Ele saiu antes do lançamento do shareware DOOM e foi para a Apogee trabalhar no produto Rise of the Triad, com os Developers of Great Power. Tendo finalizado seu trabalho no jogo Rise of the Triad, e não se encontrando compatível com o time de desenvolvimento Prey da Apogee, Tom Hall saiu para se juntar a John Romero na Ion Storm. Tom Hall tem comentado que se a id Software vender os direitos de Commander Keen ele irá imediatamente desenvolver um outro título Keen.

### John Romero
John Romero saiu depois do lançamento do shareware Quake para formar uma nova empresa de games.
Como Hall ele sentiu que a id Software não estava atendendo suas ideias, e saiu para formar a Ion Storm, que teve um destino ruim.
Hall e Romero são vistos como excelentes projetistas e idealizadores que tem colaborado em muitos segredos dos jogos para PC nos anos 1990.

## Jogos desenvolvidos

### Séries de jogos

#### Commander Keen
Commander Keen (a série) foi um jogo de plataforma, lançado em 1991 que introduziu um dos primeiros motores de jogo com rolagem suave para computadores PC, levando a id Software para o topo dos negócios de jogos.
O método de distribuição shareware foi inicialmente empregado pela id Software através da Apogee Software para vender seus produtos como Commander Keen, DOOM e Wolfenstein. Eles queriam lançar a primeira parte da sua trilogia como shareware, e então vender as outras duas instalações por pedido de compra via email. Somente mais tarde (depois do lançamento de DOOM II) a id lançou seus jogos pela maneira mais tradicional: caixas fechadas em lojas (através de outro publicador de jogos).

#### Wolfenstein 3D
O grande produto da companhia foi Wolfenstein 3D, um jogo de tiro em primeira pessoa com gráficos suaves em 3D que não existiam até então nos jogos de computadores. Era o primeiro jogo com um pouco mais de sangue, que para a época nunca havia se visto. Muitos gamers logo se tornaram adeptos.

#### Doom
Depois de fundar um novo gênero de jogo com este produto, a id criou os jogos mais famosos da empresa até hoje: DOOM, DOOM II, Quake, Quake II, Quake III, e DOOM 3. Cada um tinha seu personagem de tiro em primeira pessoa e aumentos progressivos nas tecnologias gráficas (e aumento progressivo nos requisitos mínimos do sistema).

#### Quake
O lançamento em 1996 de Quake marcou o segundo marco milionário na história da id. Quake combinou um ótimo e completo motor 3d com uma excelente arte e estilo para criar um jogo considerado naquele tempo algo de regalar-se os olhos. Além disso, trouxe como trilha sonora composições próprias da banda Nine Inch Nails (criadas exclusivamente para o jogo), além de sua principal inovação: capacidade de jogar  deathmatch (tipo de jogo contra oponentes vivos ao invés de ser contra a máquina) na internet (especialmente com o add-on QuakeWorld), que foi o que marcou o título na mente dos gamers.

### Lista de jogos
- Commander Keen
  - Episódio 1: Marooned on Mars (1991)
  - Episódio 2: The Earth Explodes (1991)
  - Episódio 3: Keen Must Die (1991)
  - Keen Dreams (1991)
  - Episódio 4: Secret of the Oracle (1991)
  - Episódio 5: The Armageddon Machine (1991)
  - Episódio 6: Aliens Ate My Baby Sitter (1991)
- Dangerous Dave in the Haunted Mansion (1991)
- Rescue Rover (1991)
- Rescue Rover 2 (1991)
- Hovertank 3D (1991)
- Catacomb 3D: A New Dimension (1992) re-lançamento como Catacomb 3-D: The Descent
  - Catacomb Abyss (1992)
  - Catacomb Armageddon (1992) re-lançamento como Curse of the Catacombs
  - Catacomb Apocalypse (1992) re-lançamento como Terror of the Catacombs
- Wolfenstein 3D (1992) [6][8]
  - Spear of Destiny (1992)
- DOOM (1993) [9]
  - The Ultimate DOOM (1995)
- DOOM II: Hell on Earth (1994)
  - Final DOOM (1996)
- Heretic (1994) (desenvolvido pela Raven Software)
- HeXen (1995) (desenvolvido pela Raven Software)
- Quake (1996)
  - Mission Pack 1: Scourge of Armagon (1997) (desenvolvido por Hipnotic Interactive, hoje conhecido como Ritual Entertainment)
  - Mission Pack 2: Dissolution of Eternity (1997) (desenvolvido por Rogue Entertainment)
- HeXen II (1997) (desenvolvido pela Raven Software)
- Quake II (1997)
  - Mission Pack 1: The Reckoning (1998) (desenvolvido por Xatrix Entertainment, hoje conhecido como Gray Matter Interactive)
  - Mission Pack 2: Ground Zero (1998) (desenvolvido por Rogue Entertainment)
- Quake III Arena (1999)
  - Expansion: Team Arena (2000)
- Return to Castle Wolfenstein (2001) (desenvolvido por Gray Matter Interactive, parte multijogadores por Nerve Software) [6]
- Wolfenstein: Enemy Territory (2003) (desenvolvido por Splash Damage)
- DOOM 3 (2004) [7]
  - Expansion Pack: Resurrection of Evil (2005) (desenvolvido por Nerve Software) [7]
- Quake IV (2005) (desenvolvido pela Raven Software)
- Enemy Territory: Quake Wars (2007) (desenvolvido por Splash Damage)
- Wolfenstein (jogo eletrônico) (2009) (desenvolvido por Raven Software) [6]
- Rage (2011) [10]
- Doom, anteriormente chamado de Doom 4 (2016)
- Doom Eternal (2020)
- Doom: The Dark Ages (2025)
- Nota: Além desses jogos, ainda se destaca Heretic 2, desenvolvido com a engine de Quake II, porém foi distribuído pela Activision, e não pela id.

## Opiniões e motores
A Id Software clássica, produtora de DOOM e Wolfenstein 3D, sem dúvidas entrou na lista como uma empresa lendária e bem sucedida. Porém, a Id Software mais atual não tem quase nenhum dos integrantes originais da empresa, e apesar do sucesso de Quake II, Quake III e DOOM 3 e seu grande retorno financeiro, a "nova" ID tem encontrado diversas críticas. Os jogos da id continuam sendo avaliados bem nas revistas, mas a opinião da comunidade sobre os jogos da id é dividido, muitos acusam o desenvolvedor de estar sendo muito ortodoxo nos seus princípios de projeto, de falta de imaginação, e sem boa vontade para inovar, especialmente com o último título, DOOM 3.
Atualmente, os "motores de jogo" da id sao licenciados para muitos outros desenvolvedores. Isto juntamente com as idéias extremas de projetos de FPS de Carmack são dois fatos que tem ajudado a opinião pública a pensar primeiro na contribuição para comunidade no desenvolvimento de tecnologia, e somente depois no desenvolvimento de jogos. O preço do licenciamento dos "motores
de jogo" da id estão em torno de $250.000,00 por título. Os jogos mais velhos como Quake e Quake II estão sobre GNU GPL para serem usados gratuitamente (limitado pelas restrições da licença GPL).
Em 2003, o livro Masters of Doom faz uma crônica ao desenvolvimento na id, concentrando em personalidades como John Carmack e John Romero.